# سبوغلينة بسيطة
سبوغلينة بسيطة (الاسم العلمي: Siboglinum modestum) هي نوع من الحيوانات تتبع جنس السبوغلينة من فصيلة سبوغلينات.